# Jim Gibbons

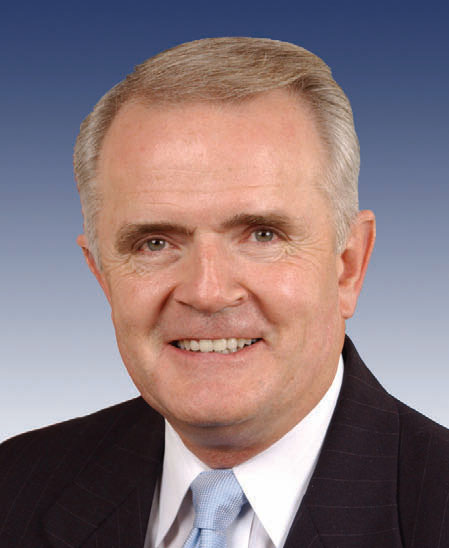
Jim Gibbons

James Arthur Gibbons, född 16 december 1944 i Sparks, Nevada, är en amerikansk republikansk politiker. Han var delstaten Nevadas 28:e guvernör 2007–2011.
Gibbons avbröt sina studier vid University of Nevada, Reno för att delta i Vietnamkriget i US Air Force 1967–1971. Han tog därefter bachelorexamen i geologi och masterexamen i gruvdrift och geologi. Han fortsatte med studier i juridik vid Southwestern University School of Law i Los Angeles och vid University of Southern California. Han deltog i Kuwaitkriget som vice befälhavare för Nevada Air Guard. Han har arbetat som advokat och som pilot för Western Airlines och Delta Air Lines.
Han var ledamot av underhuset i Nevadas lagstiftande församling, Nevada Assembly, 1989–1993. Han var guvernörskandidat 1994 men förlorade mot demokraten Bob Miller. Han blev invald i USA:s representanthus 1996 och hans fru Dawn blev invald i Nevada Assembly 1998.
2006 bestämde han sig för att lämna representanthuset för att bli guvernörskandidat på nytt. Han besegrade knappt demokraternas motkandidat Dina Titus. Strax före valet klarade han sig genom en sexskandal. Dessutom offentliggjordes avslöjandet från Martha Pastor-Sandoval att hon som illegal invandrare hade arbetat som familjen Gibbons barnskötare. Gibbons är motståndare till illegal invandring.
Inför guvernörsvalet 2010 förlorade Gibbons det republikanska primärvalet till Brian Sandoval, som blev partiets kandidat i valet. Gibbons lämnade guvernörsposten den 3 januari 2011 och efterträddes av Sandoval.
Gibbons är medlem av Jesu Kristi kyrka av sista dagars heliga. Hans fru Dawn Gibbons är presbyterian.